# Centro Ceremonial Otomí

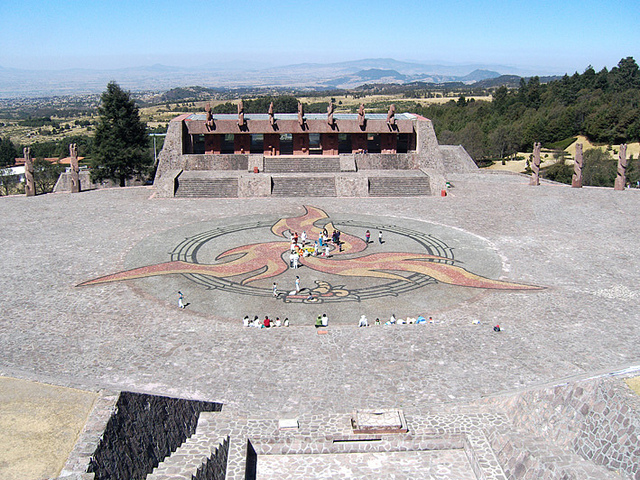

El Centro Ceremonial Otomí es un centro ceremonial de reciente construcción del pueblo otomí ubicado en Temoaya, Estado de México, este centro es utilizado para ceremonias ancestrales y sagradas del pueblo otomí. Cuenta con una superficie de aproximada a 45 hectáreas y adicionalmente cuenta con zonas de recreación y campamento. Debido a la gran altitud en que se encuentra (3,200 m s. n. m.) es utilizado cotidianamente por deportistas de alto rendimiento para el entrenamiento de alta montaña.
Como nota curiosa en este sitio se filmaron escenas de la película de James Bond, Licence to Kill, y el vídeo musical "Limbo" del cantautor puertorriqueño Daddy Yankee. En 2023 fue el escenario principal de la película mexicana Heroico del director David Zonana, en la que es presentado como las instalaciones del Heroico Colegio Militar. 

## Historia e identidad
Fue inaugurado en 1980. Se creó para que el pueblo otomí pueda continuar con la manifestación de sus creencias y tradiciones. Su construcción se basó en los centros otomíes ancestrales, fue apoyada por el expresidente José López Portillo y el exgobernador del Estado de México, Jorge Jiménez Cantú. 
Cada 18 de marzo celebran la Ceremonia del Quinto Sol y el primer domingo de cada mes realizan un ritual para invocar a los cuatro puntos cardinales y dar gracias al universo. Su diseño y arquitectura son por el arquitecto Iker Larrauri.[cita requerida]

## Datos geográficos
El centro ceremonial otomí se ubica a 34 km al noreste de Toluca por la carretera estatal s/n, rumbo al poblado de Temoaya, situado en el municipio de Temoaya, Estado de México, en la coordenadas geográficas: latitud 19.56367 y longitud -99.52552. Abarca una superficie de 50 hectáreas, con una densa vegetación de bosque de pino y encino que alberga fauna silvestre, de la cual la más abundante es el venado y cuenta con un clima templado, con una temperatura media anual que oscila de 12 a 14 °C,  esto se debe a que se encuentra a una altitud de 2800 a 3200 m s. n. m.

## Toponimia
El nombre del Estado de México se debe a México-Tenochtitlán, antigua capital de los mexicas. Deriva del vocablo náhuatl Mēxihco [me:ʃiʔko], que designaba la capital de los mexicas. De acuerdo con Bernardino de Sahagún, el vocablo significa En el ombligo de la luna 4 o dicho de otra manera: "en el centro del lago de la luna". Esta denominación es porque el contorno de los antiguos lagos que ocupaban la cuenca de México, se parecía a la figura de un conejo, similar a la silueta que forman las manchas lunares vistas desde la tierra. Y como la gran ciudad de tenochtitlán estaba en el centro de estos lagos, simbólicamente se ubicaba también en el "ombligo" del conejo de la luna. La hipótesis ha sido objetada porque la morfología del náhuatl no admite una derivación del topónimo a partir de las voces propuestas.5 Clavijero sugería que el topónimo debía interpretarse como Lugar de Mexitli, es decir, de Huitzilopochtli, pues Mexitli era uno de sus nombres alternativos.